# Любов і смерть картоплі звичайної
Любов та смерть картоплі звичайної — радянський анімаційний фільм 1990 року студії Укранімафільм (в мультфільмі "Укрмультфільм"), режисер - Наталя Марченкова.

## Сюжет
Музичний мультфільм, що розповідає про життєвий шлях звичайної картоплі.

## Над мультфільмом працювали
- Автор сценарію: Наталя Гузеєва;
- Кінорежисер: Наталя Марченкова;
- Художник-постановник: Сергій Міндлін;
- Композитор: Володимир Бистряков;
- Кінооператор: Ірина Сергєєва (у титрах І. Сергеєва);
- Звукооператор: Віктор Щиголь;
- Художники-мультиплікатори: Наталя Зурабова, Костянтин Баранов;
- Художник-декоратор: І. Киреєв;
- Асистенти: Тамара Швець, Н. Северіна;
- Монтаж: Т. Штіфанова;
- Редактор: Євген Назаренко;
- Директор знімальної групи: Борис Калашніков.

### Співають
- Тетяна Шиманська та Павло Зібров.